# 시간위의 집
《시간위의 집》은 2017년에 개봉한 대한민국의 영화이다.
베네수엘라 영화 《하우스 오브 디 엔드 타임스》를 리메이크 했다.

## 캐스팅
- 김윤진 : 강미희 역
- 옥택연 : 최 신부 역
- 조재윤 : 김철중 역
- 고우림 : 지원 역
- 박상훈 : 효제 역
- 황준우 : 준호 역
- 곽지혜 : 연희 역
- 우상전 : 노인 효제 역
- 김민정 : 노할머니 역
- 김나연 : 만신제자 역
- 배우진 : 최 형사 역
- 장봉수 : 강 형사 역
- 성민수 : 와타베 장군 역
- 신혜정 : 기모노 여인 역
- 김현 : 67년 여인 역
- 전휘헌 : 딸 1 역
- 강세인 : 딸 2 역
- 최대웅 : 노인 박 국장 역
- 손미희 : 젊은하녀 역
- 연제형 : 선임의경 역
- 박원호 : 의경 1 역
- 문경민 : 계장 역
- 김하경 : 여직원 역
- 박상연 : 기자 1 역
- 허소연 : 기자 2 역
- 임동민 : 기자 3 역
- 이윤선 : 신부 역
- 최현욱 : 감식반 역
- 김윤호 : 수색팀장 역
- 정다은 : 성당여선생 역
- 김란희 : 성당신도 역
- 정용욱 : 효제 친아버지 역
- 박영 : 노인 박 국장 (성우) 역
- 이한성 : 게임기 아저씨 역
- 이재우 : 백성 역
- 유인영 : 성인 연희 역 (우정출연)
- 이한위 : 장지관 역 (특별출연)
- 박준면 : 만신 역 (특별출연)
- 백도빈 : 임 형사 역 (특별출연)
- 이동규 : 젊은 박 국장 역 (특별출연)